# ديفيد لودج
ديفيد لودج (بالإنجليزية: David Lodge)‏ هو ممثل بريطاني، ولد في 19 أغسطس 1921 في المملكة المتحدة، وتوفي بنفس المكان في 18 أكتوبر 2003 بسبب سرطان.

## وصلات خارجية
- ديفيد لودج على موقع IMDb (الإنجليزية)
- ديفيد لودج على موقع أول موفي (الإنجليزية)
- ديفيد لودج على موقع ديسكوغز (الإنجليزية)
- ديفيد لودج على موقع قاعدة بيانات الفيلم (الإنجليزية)